# Лич, Джим
Джим Лич (англ. Jim Leach), полное имя Джеймс Альберт Смит Лич (англ. James Albert Smith Leach; 15 октября 1942, Давенпорт, Айова — 11 декабря 2024, Айова-Сити, Айова), — американский политик и политолог, член Палаты представителей США с 1977 года по 2007 год (сначала от 1-го, а затем от 2-го избирательного округа Айовы), председатель Комитета Палаты представителей США по финансовым услугам (1995—2001), председатель Национального фонда гуманитарных наук (2009—2013). Наряду с Филипом Грэммом и Томом Блайли, Джим Лич является одним из авторов закона о финансовой модернизации (также известного как «закон Грэмма — Лича — Блайли»), принятого Конгрессом США в 1999 году.

## Биография

### Детство и юность. Начало политической деятельности
Джим Лич родился 15 октября 1942 года в Давенпорте (штат Айова), в семье Джеймса Лича (James Leach) и Луис Лич, урождённой Хилл (Lois Leach, née Hill). После окончания в 1960 году школы Davenport High School Лич учился в Принстонском университете, где изучал политологию и русский язык. В 1964 году, окончив университет с отличием, Лич получил степень бакалавра искусств (A.B.). Затем он изучал политологию (и, в частности, советологию) в Школе углублённых международных исследований Университета Джонса Хопкинса, по окончании которой в 1966 году получил степень магистра искусств (M.A.). В 1966—1968 годах Лич продолжил своё обучение в Лондонской школе экономики.
В 1968—1969 годах Лич работал в Зарубежной службе США. В 1969—1970 годах он был специальным помощником директора Бюро экономической конъюнктуры. В 1971—1972 годах Лич входил в число членов делегации США на Генеральной Ассамблее ООН. В 1973 году планировалось, что Лич начнёт свою работу в посольстве США в Москве в качестве помощника посла, но он ушёл с государственной службы в знак протеста против увольнения президентом Ричардом Никсоном специального прокурора Арчибальда Кокса, занимавшегося расследованием Уотергейтского скандала.

### Член Палаты представителей США
В 1974 году Джим Лич решил побороться за пост члена Палаты представителей США от 1-го избирательного округа Айовы, однако на выборах, состоявшихся 5 ноября 1974 года, он проиграл кандидату от демократической партии Эдварду Мезвински (Мезвински набрал 54,36 %, а Лич — 45,64 % голосов). На следующих выборах в Конгресс США от того же избирательного округа, состоявшихся 2 ноября 1976 года, кандидатами опять были Лич и Мезвински, и на этот раз Личу удалось победить и стать членом Палаты представителей США (Лич набрал 51,94 %, а Мезвински — 47,83 % голосов). После этого Лич многократно побеждал на выборах в Конгресс США, проходивших каждые два года: сначала, в 1978, 1980, 1982, 1984, 1986, 1988, 1990, 1992, 1994, 1996, 1998 и 2000 годах, от 1-го избирательного округа Айовы, а затем, в 2002 и 2004 годах, от 2-го избирательного округа штата.

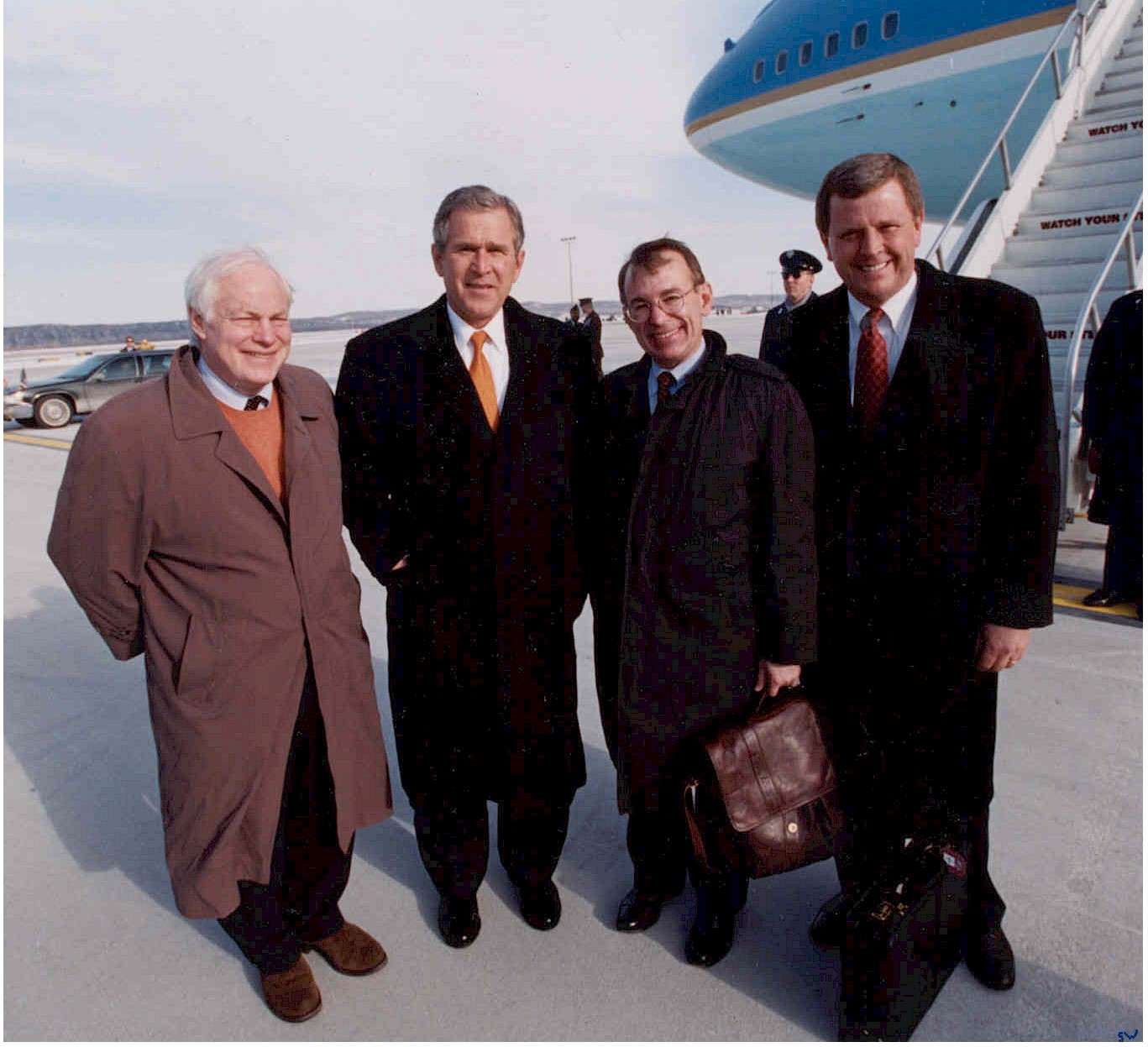
Слева направо: Джим Лич, президент Джордж Уокер Буш и конгрессмены Грег Ганске и Том Латем (2001 год)

Во время своей работы в Палате представителей США Лич, как правило, примыкал к умеренно-либеральному крылу Республиканской партии. По его собственным словам, он «всегда был прогрессивным в международных делах, умеренным в социальных вопросах и несколько сдержанным в расходах». В 1980-х годах он был одним из немногих республиканцев, критиковавших администрацию президента Рональда Рейгана в связи со скандалом «Иран — контрас». В 1994 году Лич был одним из основных обвинителей президента Билла Клинтона и Хиллари Клинтон в связи с их участием в деятельности потерпевшей крах ссудо-сберегательной ассоциации Madison Guaranty.
В 1995—2001 годах Лич был председателем Комитета Палаты представителей США по финансовым услугам. В конце 1990-х годов он предупреждал о риске, связанном с развитием торговли деривативами, которая впоследствии оказалась одной из причин финансового кризиса 2008 года. В 1999 году сенатор Филип Грэмм и члены Палаты представителей Джим Лич и Том Блайли стали авторами закона о финансовой модернизации (также известного как «закон Грэмма — Лича — Блайли»), который де-факто отменял принятый в 1933 году закон Гласса — Стиголла, запрещавший коммерческим банкам продавать ценные бумаги. В том же 1999 году закон Грэмма — Лича — Блайли был принят Конгрессом США.
В 2002 году Лич был одним из шести республиканцев — членов Палаты представителей, голосовавших против резолюции Конгресса США, дававшей зелёный свет вторжению США в Ирак, которое состоялось в 2003 году. По словам Лича, план вторжения в Ирак был «одним из самых ошибочных предположений в истории стратегического мышления Соединённых Штатов».
На выборах члена Палаты представителей США от 2-го избирательного округа Айовы, состоявшихся 7 ноября 2006 года, Лич в упорной борьбе уступил кандидату от демократической партии Дейву Лоубсаку (Лич набрал 48,53 % голосов, а Лоубсак — 51,38 %). Таким образом, Лич проработал членом Палаты представителей США 30 лет, с 3 января 1977 года по 3 января 2007 года.

### Последующие годы
С 2007 года Лич преподавал в Школе общественных и международных отношений Принстонского университета, а также исполнял обязанности директора Института политики Школы управления имени Джона Ф. Кеннеди Гарвардского университета. В июне 2009 года президент Барак Обама выдвинул Лича на пост председателя Национального фонда гуманитарных наук, и 7 августа 2009 года Конгресс США подтвердил его назначение. Лич проработал в этой должности до 2013 года.
Джим Лич скончался 11 декабря 2024 года в Айова-Сити (штат Айова) в возрасте 82 лет.